# Embo
Embo (Schots-Gaelisch: Earabol) is een dorp  in de Schotse lieutenancy Sutherland in het raadsgebied Highland drie kilometer ten noordoosten van Dornoch.
Op 16 juli 1988 verklaarde Embo zich onafhankelijk van de rest van het Verenigd Koninkrijk voor één dag. Dit werd gedaan om zo geld in te zamelen om het ongebruikt schoolgebouw om te vormen tot een dorpszaal.

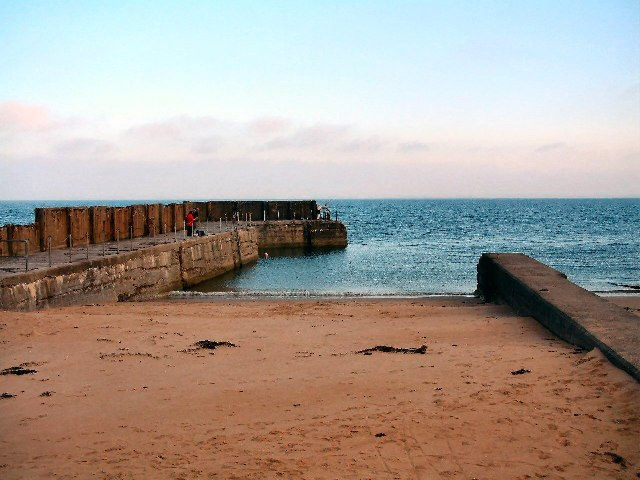
Pier